# Olof Bernhoff
Erik Olof "Olle" Ingvar Bernhoff, född 12 mars 1905 i Sillhövda församling, Blekinge län, död 20 januari 1974 i Lund, var en svensk präst och författare.
Bernhoff var son till kyrkoherden Swen Bernhoff och dennes maka Ingeborg Flyborg. Bernhoff blev teologie kandidat 1931, tjänstgjorde som informator, blev kyrkoadjunkt i Glimåkra församling 1939, vid Juoksengi kyrka 1952, komminister i Svansteins församling 1957 och var kyrkoherde där från 1962 till sin pensionering 1970.